# Porto Civitanova
Porto Civitanova è una frazione italiana del comune di Civitanova Marche.

## Storia
La frazione conquistò l'autonomia comunale con Regio Decreto 25 maggio 1913, n. 564; tornò ad essere frazione di Civitanova Marche con il Regio Decreto 27 luglio 1938, n. 1299. Il suo codice ISTAT era 043801.

### Simboli
Porto Civitanova aveva un proprio stemma concesso con regio decreto del 6 ottobre 1927 ispirato ad un disegno del marchese Adriano Colocci (1855-1941), membro della Consulta Araldica del Regno dal 1921 al 1930: troncato: nel primo di rosso, alla ruota d'ingranaggio d'argento; nel secondo d'azzurro, al mare fluttuante d'argento, con la barca da pesca navigante, alla vela latina spiegata, il tutto al naturale, la vela caricata in alto di una stella di cinque raggi d'oro. L'immagine della paranza, tipica imbarcazione adriatica, stava ad indicare la vocazione peschereccia del porto, a cui venne aggiunta una ruota dentata d'argento in campo rosso, simbolo dell'industria.

## Trasporti
Il porto turistico di Civitanova Marche è protetto da tre moli banchinati: il molo nord, il molo sud e il molo est. Dalla battigia si dipartono numerosi pontili galleggianti con 600 posti barca (gestiti da privati).